# Триаль, Жан-Клод
Жан Клод Триаль (13 декабря 1732, Авиньон — 23 июня 1771, Париж) — французский композитор и скрипач.
Начальное музыкальное образование получил в родном городе при местном кафедральном соборе, уже в 12-летнем возрасте стал «мэтром музыки» в Везоне, затем переехал в Монпелье, где изучал композицию у Гарнье и писал мотеты и пьесы для скрипки. В 1740 году отправился в Париж, где стал концертмейстером и первой скрипкой в Опера-Комик и второй скрипкой в придворном оркестре принца Конте. С 1767 года и до конца жизни был содиректором Парижской оперы (вместе с Монтаном Бертоном).
Написал вместе с Бертоном и Гарнье несколько опер, поставленных в Большой Парижской Опере, а также несколько увертюр, кантат и произведений для камерной музыки. Одной из наиболее известных его работ является оперы «Silvie» (1765) и «Théonis» (1767), написанные совместно с Бертоном. Его последней оперой стала «La Fête de Flore» (1770).